# Paula Kohan
Paula Kohan (Buenos Aires, 8 de diciembre de 1984) es una actriz y cantante argentina. Es conocida por interpretar a Giovanna Gilardoni en la telenovela El elegido y por su rol de empresaria de la moda con la marca Cid Kohan.

## Biografía
Kohan es hija menor en cuatro hermanos, siempre se inclinó al mundo artístico, formándose desde muy pequeña.
Tomó clases de actuación con Julio Chávez y Hugo Midón, entre otros maestros. Además se egresó de la Universidad Nacional de las Artes.
Inició clases de canto con Susana Rossi y además tomó clases de comedia musical y canto lírico, luego tomó clases de distintos tipos de baile. Luego recibió clases de guitarra y bombo, además de tomar clases de coro.
Tiene un perfecto dominio del idioma inglés así como también del hebreo.

## Trayectoria
Su debut actoral surgió en el año 2002 con la obra dramática Ángeles. Un año más tarde (2003), fue protagonista del musical infantil Estoy en un cuento
En el 2005 tuvo una participación especial en la serie Floricienta, producida por Cris Morena y emitida por Telefe.
Realizó distintas publicidades y sirvió como modelo para distintas marcas de ropas. En 2006 fue protagonista del musical Criadas, ese mismo año tiene una pequeña participación en Chiquititas sin fin, ese mismo año realizó varios personajes para las cámaras ocultas de Showmatch.
Luego enfocó su carrera en el teatro, participando y protagonizando distintos musicales, comedias y dramas, el más destacado fue Baraka (2008-2009), musical que le valió un Premio ACE.
En el 2009 tiene una participación en la tira Valientes, volviendo así a la televisión. Un año después realiza distintas gráficas para distintas marcas de ropa.
En el 2011 vuelve a la televisión de la mano de Telefe en la telenovela El elegido, en dicha serie interpretó a Giovanna Gilardoni, la pareja del personaje de Mónica Antonópulos. Dicho papel le otorga un Premio Martín Fierro y un Premio Tato. Ese mismo año fue protagonista de un capítulo del unitario Historias de la primera vez, además ocurre su debut en cine con la película Familia para armar.
Luego, en el 2013 fue parte del elenco coprotagonista de la miniserie Vera Blum. Ese año tiene una participación especial en la serie Solamente vos y protagoniza un capítulo del unitario Televisión por la justicia. Además en el 2013, fue parte de las películas Solo para dos y La vida anterior. Durante el mismo año, cantó en un recital como cantante invitada de la banda de rock The pelos.
En el 2014 es protagonista de la película Tenemos un problema, Hernesto y tuvo participaciones en la película El inventor de juegos, ese mismo año es parte del elenco de la telenovela Guapas, emitida por El Trece.
Un año después (2015) fue parte de la película Abzurdah, además de formar parte de la serie Malicia y de Conflictos modernos. Ese año crea junto a Celeste Cid su propia marca de ropa Cid Kohan.
Un año más tarde formó parte del elenco adulto de la serie juvenil Soy Luna, interpretando a Mora Barza una diseñadora de moda. Ese mismo año fue parte del elenco protagonista de la miniserie Si solo si, además de atender y diseñar la ropa de su local.
Al año siguiente (2017), los productores de la televisión pública volvieron a convocarla para que integre el elenco protagónico de la serie Cuéntame cómo pasó, la cual cuenta los hechos ocurridos desde 1974 hasta 1983 en Argentina.

## Carrera

### Televisión
| Año       | Personaje                 | Programa                    | Canal          |
| --------- | ------------------------- | --------------------------- | -------------- |
| 2005      | Sol                       | Floricienta                 | El Trece       |
| 2006      | Ale                       | Chiquititas sin fin         | Telefe         |
| 2006      | Personajes cómicos        | Showmatch                   | El Trece       |
| 2009      | Lila                      | Valientes                   | El Trece       |
| 2011      | Giovanna "Gigi" Gilardoni | El elegido                  | Telefe         |
| 2011      | Natalia                   | Historias de la primera vez | América TV     |
| 2011      | Lucila Galatto            | Adictos                     | Canal 10       |
| 2013      | Julieta                   | Vera Blum                   | Telefe         |
| 2013      | Florencia Marangoni       | Televisión por la justicia  | Canal 9        |
| 2013      | Paula                     | Solamente vos               | El Trece       |
| 2014-2015 | Flavia                    | Guapas                      | El Trece       |
| 2015      | Claudia                   | Malicia                     | TV Pública     |
| 2015      | Teresa                    | Conflictos modernos         | Canal 9        |
| 2016-2018 | Mora Barza                | Soy Luna                    | Disney Channel |
| 2016      | Fátima                    | Si solo si                  | TV Pública     |
| 2017      | Malena                    | Cuéntame cómo pasó          | TV Pública     |
| 2019      | Rocio                     | El host                     | Fox            |

### Cine
| Año  | Película                     |
| ---- | ---------------------------- |
| 2011 | Familia para armar           |
| 2013 | La vida anterior             |
| 2013 | Solo para dos                |
| 2014 | Boca de pozo                 |
| 2014 | El inventor de juegos        |
| 2014 | Tenemos un problema, Ernesto |
| 2015 | Abzurdah                     |

### Teatro[7]
| Año       | Obra                                |
| --------- | ----------------------------------- |
| 2002      | Ángeles                             |
| 2003      | Estoy en un cuento                  |
| 2004      | Isabel vuelve                       |
| 2004      | Cuentos de cuentos                  |
| 2005      | Pecados teatrales                   |
| 2006      | Las criadas                         |
| 2007      | Un impostor                         |
| 2008-2009 | Baraka                              |
| 2009-2010 | Prueba de amor                      |
| 2010-2011 | Soñando en nubes, un cuento musical |
| 2012      | En busca de la felicidad            |
| 2013      | La noche del demonio                |
| 2014      | Canta, brinca y rie                 |
| 2015-2016 | Dichos de barrio                    |
| 2017-2018 | Los tutores                         |
| 2019      | No a la Guita                       |

## Premios y nominaciones
| Año  | Premios               | Categoría                                    | Obra               | Resultado |
| ---- | --------------------- | -------------------------------------------- | ------------------ | --------- |
| 2003 | Premios ACE           | Actuación femenina en musical o café concert | Estoy en un cuento | Ganadora  |
| 2005 | Premios ACE           | Actriz de reparto en drama                   | Pecados teatrales  | Nominada  |
| 2006 | Premios ACE           | Actriz protagonista de musical               | Criadas            | Ganadora  |
| 2008 | Premios ACE           | Actriz revelación                            | Baraka             | Ganadora  |
| 2009 | Premios Martin Fierro | Mejor participación especial en novela       | Valientes          | Nominada  |
| 2011 | Premios Tato          | Actriz revelación                            | El elegido         | Ganadora  |
| 2012 | Premios Clarín        | Actriz revelación                            | El elegido         | Ganadora  |
| 2012 | Premios Martin Fierro | Actriz revelación                            | El elegido         | Ganadora  |
| 2014 | Premios Martin Fierro | Mejor actriz de reparto en serie web         | Vera Blum          | Nominada  |
| 2015 | Premios Martin Fierro | Mejor actriz de reparto en televisión        | Guapas             | Nominada  |